# Parčićev misal
Parčićev misal je glagoljsko izdanje Rimskoga Misala na crkvenoslavenskomu jeziku (»Slavonico idiomate«) iz 1893. koje je priredio Dragutin Antun Parčić.
Prvih 56 stranica Misala otisnuto je glagoljičkim slovima koja je priredio sam Parčić, a ostatak glagoljičnim slogom koje su za znanstvene i obrazovne potrebe priredili Bohumil Hasse i Pavel Jozef Šafařik u Pragu još 1833. Drugo (1896.) i treće izdanje (1905.) otisnuti su u Rimu. Treće izdanje objavljeno je u redakciji Josefa Vajsa, češkog znanstvenika i člana tada novoutemeljene Staroslavenske akademije biskupa Antuna Mahnića u Krku. Treće izdanje pretisnuto je 2011. u Podgorici, zalaganjem HKU »Ivan Mažuranić«. Na Vajsovoj priredbi Parčićeva misala iz 1905. temeljeno je tiskanje Vajsova misala.
Parčićev misal bio je u uporabi i na području Boke kotorske, tada u sastavu Hrvatskog kraljevstva unutar Austro-Ugarske. Prvo euharistijsko slavlje iz njega na tlu Boke predslavio je nadbiskup Šimun Milanović na blagdan Marije Bogorodice, 1. siječnja 1895., u katedrali u Staromu Baru. Posljednji za kojega postoji zapis da je misio iz Parčićeva misala bio je župnik-glagoljaš iz Nina 1961.